# Liste der Bodendenkmale in Itzehoe
In der Liste der Bodendenkmale in Itzehoe sind die Bodendenkmale der Stadt Itzehoe nach dem Stand der Bodendenkmalliste des Archäologischen Landesamts Schleswig-Holstein von 2016 aufgelistet. Die Baudenkmale sind in der Liste der Kulturdenkmale in Itzehoe aufgeführt.
| Denkmal-ID           | Befundart           | Bezeichnung              | Zeitstellung                 | Lage | Bemerkungen | Bild |
| -------------------- | ------------------- | ------------------------ | ---------------------------- | ---- | ----------- | ---- |
| aKD-ALSH-Nr. 004 635 | Grabmal > Grabhügel | Grabhügel „Germanengrab“ | Vor- und/oder Frühgeschichte |      |             |      |
| aKD-ALSH-Nr. 004 636 | Grabmal > Grabhügel | Grabhügel                | Vor- und/oder Frühgeschichte |      |             |      |
| aKD-ALSH-Nr. 004 637 | Grabmal > Grabhügel | Grabhügel                | Vor- und/oder Frühgeschichte |      |             |      |
| aKD-ALSH-Nr. 004 638 | Grabmal > Grabhügel | Grabhügel                | Vor- und/oder Frühgeschichte |      |             |      |
| aKD-ALSH-Nr. 004 639 | Grabmal > Grabhügel | Grabhügel                | Vor- und/oder Frühgeschichte |      |             |      |
| aKD-ALSH-Nr. 004 640 | Grabmal > Grabhügel | Grabhügel                | Vor- und/oder Frühgeschichte |      |             |      |
| aKD-ALSH-Nr. 004 641 | Grabmal > Grabhügel | Grabhügel                | Vor- und/oder Frühgeschichte |      |             |      |
| aKD-ALSH-Nr. 004 642 | Grabmal > Grabhügel | Grabhügel                | Vor- und/oder Frühgeschichte |      |             |      |
| aKD-ALSH-Nr. 004 643 | Grabmal > Grabhügel | Grabhügel                | Vor- und/oder Frühgeschichte |      |             |      |
| aKD-ALSH-Nr. 004 644 | Grabmal > Grabhügel | Grabhügel                | Vor- und/oder Frühgeschichte |      |             |      |
| aKD-ALSH-Nr. 004 645 | Grabmal > Grabhügel | Grabhügel                | Vor- und/oder Frühgeschichte |      |             |      |
| aKD-ALSH-Nr. 004 646 | Grabmal > Grabhügel | Grabhügel                | Vor- und/oder Frühgeschichte |      |             |      |
| aKD-ALSH-Nr. 004 647 | Grabmal > Grabhügel | Grabhügel                | Vor- und/oder Frühgeschichte |      |             |      |
| aKD-ALSH-Nr. 004 648 | Grabmal > Grabhügel | Grabhügel                | Vor- und/oder Frühgeschichte |      |             |      |
| aKD-ALSH-Nr. 004 649 | Grabmal > Grabhügel | Grabhügel                | Vor- und/oder Frühgeschichte |      |             |      |
| aKD-ALSH-Nr. 004 650 | Grabmal > Grabhügel | Grabhügel                | Vor- und/oder Frühgeschichte |      |             |      |
| aKD-ALSH-Nr. 004 651 | Grabmal > Grabhügel | Grabhügel                | Vor- und/oder Frühgeschichte |      |             |      |
| aKD-ALSH-Nr. 004 652 | Grabmal > Grabhügel | Grabhügel                | Vor- und/oder Frühgeschichte |      |             |      |
| aKD-ALSH-Nr. 004 653 | Grabmal > Grabhügel | Grabhügel                | Vor- und/oder Frühgeschichte |      |             |      |
| aKD-ALSH-Nr. 004 654 | Grabmal > Grabhügel | Grabhügel „Galgenberg“   | Vor- und/oder Frühgeschichte |      |             |      |
| aKD-ALSH-Nr. 004 655 | Grabmal > Grabhügel | Grabhügel                | Vor- und/oder Frühgeschichte |      |             |      |
| aKD-ALSH-Nr. 004 656 | Grabmal > Grabhügel | Grabhügel                | Vor- und/oder Frühgeschichte |      |             |      |